# Klintsjön (Nysätra socken, Västerbotten)
Klintsjön är en sjö i Robertsfors kommun i Västerbotten och ingår i Kålabodaåns huvudavrinningsområde. Sjön har en area på 0,455 kvadratkilometer och ligger 20 meter över havet.

## Delavrinningsområde
Klintsjön ingår i det delavrinningsområde (713215-175173) som SMHI kallar för Mynnar i 713478-175158. Medelhöjden är 35 meter över havet och ytan är 6,82 kvadratkilometer. Det finns inga avrinningsområden uppströms utan avrinningsområdet är högsta punkten. Vattendraget som avvattnar avrinningsområdet har biflödesordning 4, vilket innebär att vattnet flödar genom totalt 4 vattendrag innan det når havet efter 14 kilometer. Avrinningsområdet består mestadels av skog (67 procent), öppen mark (14 procent) och jordbruk (11 procent). Avrinningsområdet har 0,45 kvadratkilometer vattenytor vilket ger det en sjöprocent på 4,6 procent.